# Geyser di sabbia
I geyser di sabbia sono fenomeni rarissimi, che di norma si generano dopo un terremoto, come per esempio nel caso di St. Louis nel 1811.
L'acqua sale attraversando uno strato di sabbia che porta con sé, rompe il terreno in superficie formando vaste e profonde gravine nel terreno e spara in aria getti di acqua calda, vapore, detriti e, soprattutto, sabbia.